# Ришар де ла Вернь, Франсуа-Мари-Бенжамен
Франсуа-Мари-Бенжамен Ришар де ла Вернь (фр. François-Marie-Benjamin Richard de la Vergne; 1 марта 1819, Нант, королевство Франция — 28 января 1908, Париж, Франция) — французский кардинал. Епископ Белле с 22 декабря 1871 по 5 июля 1875. Титулярный архиепископ Лариссы и коадъютор, с правом наследования, Парижа с 5 июля 1875 по 8 июля 1887. Архиепископ Парижа с 8 июля 1887 по 28 января 1908. Кардинал-священник с 24 мая 1889, с титулом церкви Санта-Мария-ин-Виа с 30 декабря 1889.